# عدنان عجلوني
عدنان عجلوني ( 1354هـ ــ 1424 هـ /25 كانون الاول 1935 ــ 14آذار 2004م) ممثل سوري ، من رواد المسرح القومي السوري. كان أحد الرواد المؤسسين للحركة الفنية في سوريا، خاصة في مجال المسرح القومي. تميز بحضوره القوي، وصوته الجهوري، وقدرته على تجسيد أدوار متنوعة، ليصبح من أبرز وجوه الدراما السورية على مدار عقود.

## ولادته وسيرته
عدنان عجلوني من مواليد دمشق (ولادته غير معروفةـ 1424 هـ /14آذار 2004م)بدأت مسيرة عدنان عجلوني الفنية في وقت مبكر، حيث شارك في تأسيس فريق (النادي الشرقي) المسرحي في عام 1954، مما يدل على اهتمامه المبكر بالفن المسرحي ورغبته في بناء حركة فنية.شارك في العديد من الأعمال الفنية المتنوعة التي شملت المسرح، السينما، والتلفزيون، بالإضافة إلى الأعمال الإذاعية، مما يعكس مدى تنوع موهبته وتأثيره في مختلف مجالات التمثيل.

## اعماله
المسرح: منه انطلق . شارك في العديد من المسرحيات، سواء في المسرح القومي أو فرق أخرى، وأدى أدواراً كلاسيكية ومعاصرة. ورغم قلة توثيق أعماله المسرحية مقارنة بالتلفزيون والسينما، إلا أن شهادات معاصريه تؤكد على براعته على خشبة المسرح.
السينما: شارك في عدد كبير من الأفلام التي تنوعت بين الدراما الاجتماعية، والأفلام الوطنية، والكوميديا. تميز بقدرته على تقمص الشخصيات المتنوعة التي تتطلب أداءً جدياً أو خفيفاً. من أبرز أفلامه:
- لقاء في تدمر (1965): من الأفلام السورية القديمة التي شارك فيها[7].
- فدائيون حتى النصر/عملية الساعة 6 (1970): فيلم وطني يعكس مرحلة مهمة في تاريخ المنطقة.
- الصديقان (1970): فيلم اجتماعي.
- واحد + واحد (1971) فيلم يجسد مواقف حياتية.
- امرأة من نار (1971)
- ذكرى ليلة حب (1973)
- كفر قاسم (1974) فيلم هام يوثق مجزرة كفر قاسم، وقد أظهر فيه عجلوني جانباً جدياً ومؤثراً في أدائه.
- عواء الذئب (1974)
- الصحفية الحسناء (1977)
- عشاق (1978)
- قتل عن طريق التسلسل (1982)

التلفزيون:كان للتلفزيون السوري نصيب كبير من موهبة عدنان عجلوني، حيث شارك في عشرات المسلسلات التلفزيونية التي رسخت اسمه في ذاكرة الجمهور العربي. تنوعت أدواره بين الرجل الطيب، والشرير، والمسؤول، والعادي، مما أظهر مرونته الفنية. من أبرز مسلسلاته:
- رابعة العدوية (1961): من أوائل المسلسلات التلفزيونية السورية التي شارك فيها، ويُعتبر نقطة انطلاق هامة في مسيرته التلفزيونية.
- حارة القصر (1970)
- رحلة المشتاق (1977)
- الحب والشتاء (1977)
- دموع الملائكة (1986)
- دائرة النار (1988)
- الرجل الأخير (1989)
- الزاحفون (1990)

- الخشخاش (1991): من المسلسلات الهامة في بدايات التسعينيات.

الإذاعة: كان لعدنان عجلوني حضور قوي في الدراما الإذاعية، حيث كان صوته الجهوري وملكته في الأداء الصوتي من أهم أدواته. شارك في العديد من المسلسلات والبرامج الإذاعية التي كانت تحظى بشعبية كبيرة قبل انتشار التلفزيون بشكل واسع.

## وفاته
رحل عدنان عجلوني في عام 2004، لكنه ترك خلفه إرثاً فنياً .  هو جزء من الذاكرة الفنية السورية، وشاهد على تطور الدراما في سوريا من بداياتها .